# 迦陵頻

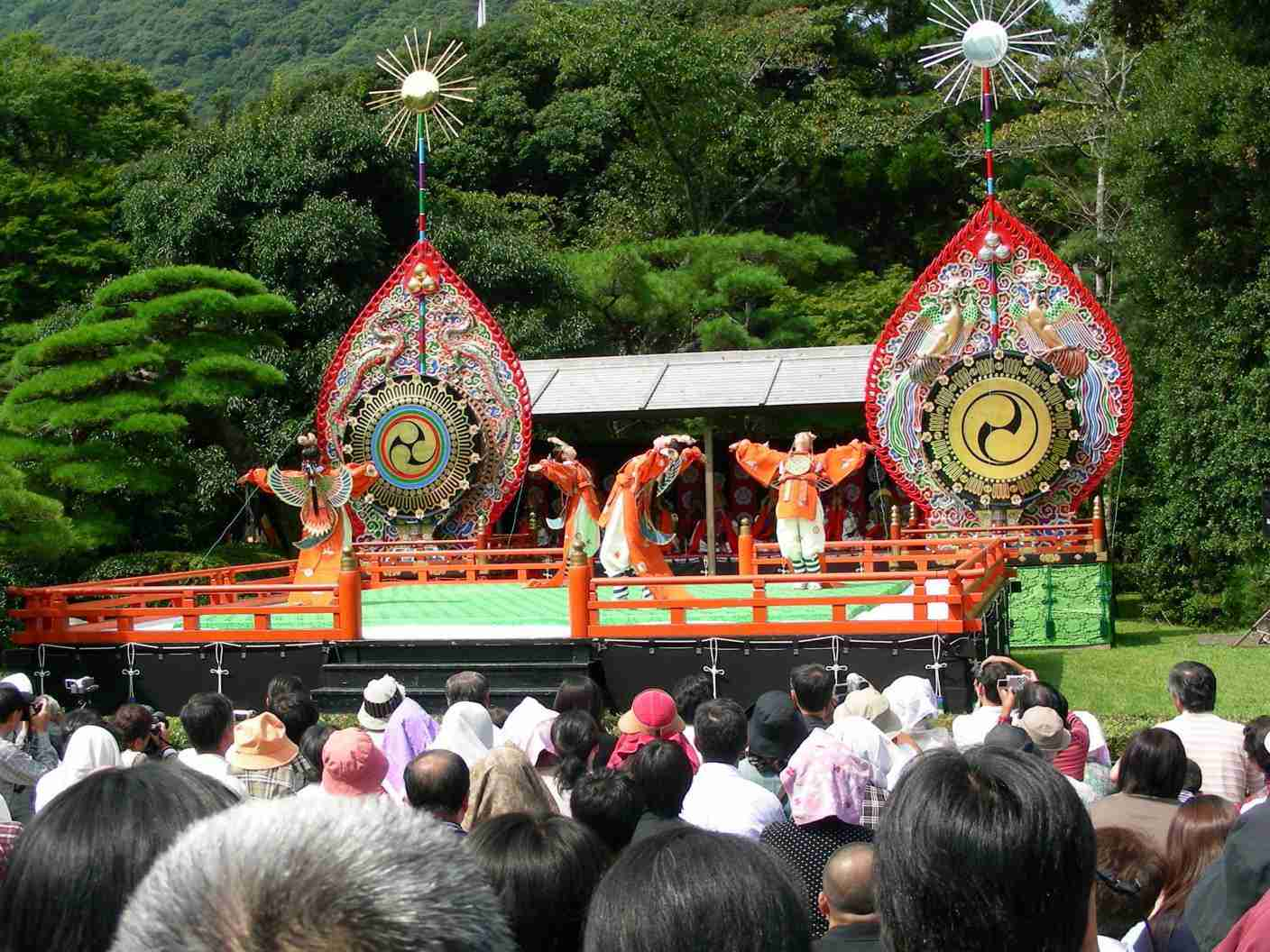
迦陵頻 （伊勢神宮）

迦陵頻（かりょうびん）とは雅楽の演目。「林邑八楽」（りんゆうはちがく）の一つ。左方（唐）楽に属する童子の四人舞で、番舞は胡蝶。極楽浄土に住むという美声の人面鳥身たる霊鳥・迦陵頻伽に因み迦陵頻（かりょうびん）と呼ぶ。
中国から渡来した曲目で、林邑調であったが、後には壱越調で舞うようになったらしい。管絃の遊びにも用いられたが名前の由来からもわかるように、仏教行事の舞楽として多く奏された。神社では巫女が舞う場合も多い。
構成としては、古くは序・破・急を完備していたが、現在では序は廃絶し、舞楽は急のみとなっており、また管絃として破・急がある。壱越調の場合はそのまま「迦陵頻破」「迦陵頻急」と呼ぶが、管絃向けに双調・黄鐘調に編曲（渡物）されたものがあり、これらの渡物は「鳥」という曲名で呼ぶこともあり、その場合は「鳥破」「鳥急」と呼ぶ。「鳥急」は双調・黄鐘調にあるが、「鳥破」は双調のみである。

## 装束、化粧
平絹白地の袴の上に、赤系統の地色に小鳥を散らした尻長の紗の袍を着て、手には銅拍子（小型のシンバルのような道具）を持つ。足には脚伴の形をした鳥足というすね当てをつけて絲鞋を履き、背と胸に、牛革、又は重ね貼りした和紙に胡粉を引き紅や緑青で羽を描いた翼と胸当てをつける。頭に鍍金した唐草模様の宝冠（雅楽では、山形の額飾りと側頭部に二本の剣形の飾りを備えた金属製のヘッドバンドを指す。）をつけて二本の桜の枝をはさみ、図画資料では髪は下の輪のみの角髪に結うことが多い。化粧は稚児と同様の白塗りの厚化粧が原則となるが、しない場合や薄化粧の場合もある。
この衣装をつけさせた童子に宴会の際の舟を漕がせることなども行われていたらしい。